# الدياسيكا
الدياسيكا (بالإسبانية: Aldeaseca) بلدية تقع في مقاطعة آبلة التابعة لمنطقة قشتالة وليون وسط إسبانيا.

## الديموغرافيا
يبلغ عدد سكان بلدية الدياسيكا 270 نسمة عام 2011 (وفقاً للمعهد الوطني للإحصاء الإسباني).
| 415 | 362 | 323 | 313 | 291 | 279 | 270 |